# 北辛堡镇
北辛堡镇，是中华人民共和国河北省张家口怀来县下辖的一个乡镇级行政单位。

## 行政区划
北辛堡镇下辖以下地区：
北辛堡村、方家冲村、黄家冲村、甘字堡村、李官屯村、小庄子村、蚕房营村、黑山口村、郭家庄村和老君庄村。